# Gérard Berry
Gérard Philippe Berry (25 de dezembro de 1948) é um cientista da computação francês. É membro da Académie des Sciences, da Académie des technologies e da Academia Europaea.
Foi cientista chefe oficial da Esterel Technologies, de 2000 a 2009. Deteve a cadeira anual Liliane Bettencourt 2007-2008 de inovação tecnológica do Collège de France. É atualmente diretor de pesquisa do INRIA. Seu trabalho contribui em três principais campos:
- Cálculo lambda e programação funcional;
- Linguagens de programação paralela e em tempo real, e
- Projeto de automação de circuitos síncronos.

Berry é mais conhecido por ter concebido a linguagem de programação Esterel.

## Obras
- Gérard Berry, L'informatique du temps et des événements, Fayard, Paris, 2013.
- Gérard Berry, Penser, modéliser et maîtriser le calcul informatique, Fayard, Paris, 2008
- Gérard Berry, Pourquoi et comment le monde devient numérique ?, Fayard, Paris, 2008.